# 尺规作图

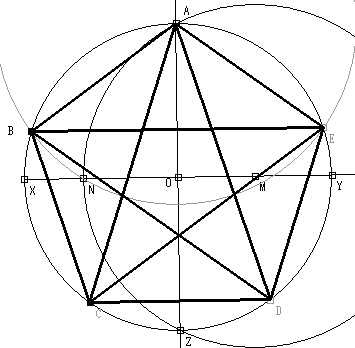
正五邊形的作圖

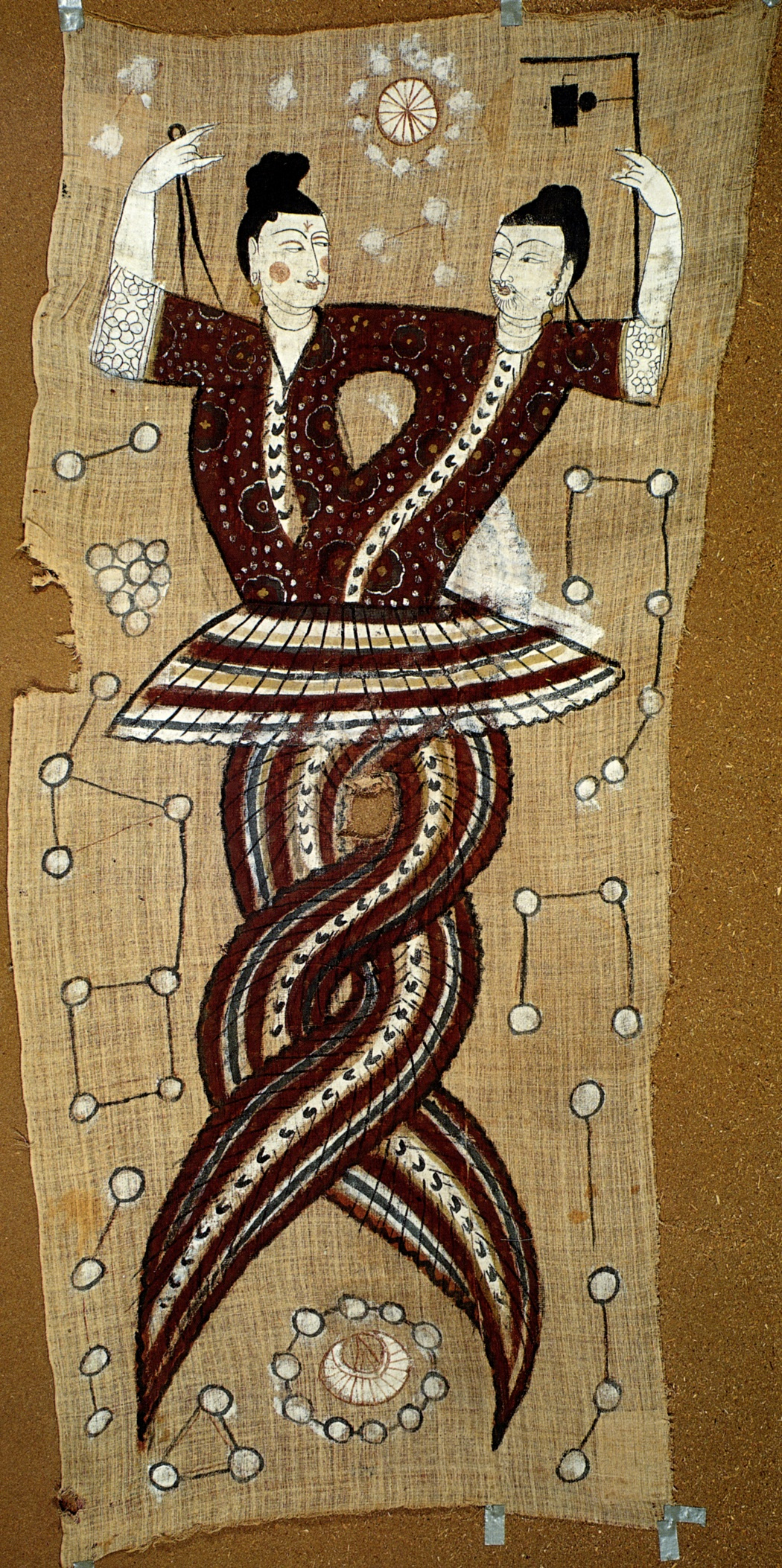
伏羲和女娲手里分别拿着折尺和圆规

尺规作图（英语：Compass-and-straightedge 或 ruler-and-compass construction）是起源于古希腊的数学课题。只使用圆规和直尺，并且只准许使用有限次，来解决不同的平面几何作图题。
值得注意的是，以上的“直尺”和“圆规”是抽象意义的，跟現實中的並非完全相同，具体而言，有以下的限制：
- 直尺必須沒有刻度，無限長，只可以做過兩點之直線。
- 圆规可以開至無限寬，但上面亦不能有刻度。它只可以拉開成你之前構造過的長度或一個任意的長度。

尺规作图的研究，促成数学上多个领域的发展。有些数学结果就是为解决古希腊三大名题而得出的副产品，对尺规作图的探索推动了对圆锥曲线的研究，并发现了一批著名的曲线。
若干著名的尺规作图已知是不可能的，而当中很多不可能的例子是利用了19世纪出现的伽罗瓦理論以证明。尽管如此，仍有很多业余者尝试这些不可能的题目，当中以化圆为方及三等分任意角（Angle trisection）最受注意。

## 原理

### 作圖公法

作圖公法

以下是尺規作圖中可用的基本方法，也稱為作圖公法，任何尺規作圖的步驟均可分解為以下五種方法：
- 通過兩個已知點可作一直線。
- 已知圓心和半徑可作一個圓。
- 若兩已知直線相交，可得其交點。
- 若已知直線和一已知圓相交，可得其交點。
- 若兩已知圓相交，可得其交點。

## 問題

### 古希臘三大難题
古希臘三大難题是早期希臘数学家特别感兴趣的三个问题。由于我们的现代几何学知识是从希臘发源的，因此这三个古典几何问题在几何学中有着很高的地位。它们分别是：
化圆为方問題
求一个正方形的边长，使其面积与一已知圆的相等。
三等分角問題
求一角，使其角度是一已知角度的三分之一（可以用只有一點刻度的直尺與圓規作出）
倍立方問題。
求一立方体的棱长，使其体积是一已知立方体的二倍（可以用木工的角尺作出）。
在欧几里得几何学的限制下，以上三个问题都不可能解决。

### 正多边形作法
- 只使用直尺和圆规，作正五边形。
- 只使用直尺和圆规，作正六边形。
- 只使用直尺和圆规，作正七边形——这个看上去非常简单的题目，曾经使许多著名数学家都束手无策，而現在正七边形已被證明是不能由尺规作出的。
- 只使用直尺和圆规，作正九边形，此图也不能作出来，因為單用直尺和圓規，是不足以把一个角分成三等份的。
- 问题的解决：高斯大学二年级时得出正十七边形的尺规作图法，并给出了可用尺规作图的正多边形的充分条件：尺规作图正多边形的边数目必须是2的非負整數次方乘以任意个（可为0个）不同的费马素数的积，解决了兩千年来悬而未决的难题。
- 1832年，Richelot與Schwendewein給出正257邊形的尺規作法。
- 1900年左右，约翰·古斯塔夫·爱马仕花費十年的功夫用尺規作圖作出正65537邊形，他的手稿裝滿一大皮箱，可以說是最複雜的尺規作圖。

### 四等分圆周
這道題只准许使用圆规，要求參與者将一个已知圆心的圆周4等分。這道題传言是拿破仑·波拿巴擬出，向全法国数学家挑战的。這道題已被證明有解。

## 延伸

### 圓規作圖
- 1672年，喬治·莫爾（Georg Mohr）证明：如果把“作直线”解释为“作出直线上的2点”，那么凡是尺规能作的，单用圆规也能作出，拿破崙問題就是一個例子。

### 直尺作圖
- 只用直尺所能作的圖其實不多，但在已知一个圆和其圆心的情况下，那么凡是尺规能作的，单用直尺也能作出。

### 生鏽圓规（即半径固定的圆规）作图
- 生锈圆规作图，已知两点{\displaystyle A}、{\displaystyle B}，找出一点{\displaystyle C}使得{\displaystyle AB=BC=CA}。
- 已知两点{\displaystyle A}、{\displaystyle B}，只用半径固定的圆规，求作{\displaystyle C}使{\displaystyle C}是线段{\displaystyle AB}的中点。
- 尺规作图，是古希臘人按“盡可能简单”这个思想出发的，能更简洁的表达吗？顺着这思路就有了更简洁的表达。
  - 10世纪时，有数学家提出用直尺和半径固定的圆规作图。
- 從給定的兩點出發時，生鏽圓規作圖完全等價於尺規作圖。
- 但是，「從給定的兩點出發」這一條件必不可少，在有多個已知點的條件下，鏽規作圖的能力還有待研究。

### 二刻尺作图
- 將條件放寬，允許使用有刻度的直尺，可以三等分角或做出正七邊形等一般尺規做圖所做不到的事。

### 允许使用长度等于1的线段
- 已知两条线段AB、AC，可以作出一条线段的长度等于两条线段长度之乘积AB×AC。

## 外部連結
- 方程的解 （页面存档备份，存于）

### 尺規作圖的程式
- C.a.R. （页面存档备份，存于） -Java程式
- GRACE （页面存档备份，存于） -在線Java程式
- Geometric Drawing Pad-在線Java程式
- Ruler & compass （页面存档备份，存于） -在線程式